# فرودگاه استکهلم-آرلاندا
فرودگاه استکهلم-آرلاندا (به انگلیسی: Stockholm-Arlanda Airport) (به زبان بومی: Stockholm-Arlanda flygplats) یک فرودگاه همگانی مسافربری با کد یاتا ARN است که یک باند فرود آسفالت دارد و طول باند آن ۳۳۰۱ متر است. این فرودگاه در شهر استکهلم کشور سوئد قرار دارد .

## شرکت‌های هواپیمایی و مقصدهای پروازی

### مسافری
| شرکت‌های هواپیمایی                          | مقصدهای پروازی |
| ------------------------------------------ | --- |
| ایجین ایرلاینز                             | آتن، کالاماتا فصلی: هراکلین چارتر فصلی: خانیا، رود |
| آئروفلوت                                   | شرمتیوو |
| ایر عربیا مغرب                             | اگادیر المسیره (آغاز از ۳ اکتبر ۲۰۱۷) |
| ایر چاینا                                  | پکن |
| ایر فرانس                                  | شارل دوگل پاریس فصلی: مارسی پروانس |
| ایر ایندیا                                 | ایندیرا گاندی |
| ایر صربیا                                  | بلگراد نیکولا تسلا |
| ایربالتیک                                  | ریگا |
| اطلس گلوبال                                | آتاترک |
| آسترین ایرلاینز                            | وین |
| بلاویا                                     | مینسک |
| بلو ایر                                    | هنری کواندا |
| بریتیش ایرویز                              | هیترو لندن |
| بلغارین ایر چارتر                          | چارتر فصلی: وارنا |
| کوندور فلوگدینست                           | چارتر: گریگوریو لوپرون |
| هواپیمایی کرواسی                           | فصلی: زاگرب |
| چک ایرلاینز                                | پراگ رازیون |
| دلتا ایرلاینز                              | فصلی: جان اف کندی |
| دایرکتفلایگ اجرا توسط AIS Airlines         | مورا-سیلیان (PSO), Hagfors (PSO), سوگ (PSO), تورزبی (PSO) |
| ایزی‌جت                                     | لوتن لندن، میلانو مالپنسا، بریستول (آغاز از ۳۰ اکتبر ۲۰۱۷) فصلی: لیون-سینت اگزوپری |
| easyJet Switzerland                        | بازل-مولوز-فرایبورگ اروپا (آغاز از ۳۱ اکتبر ۲۰۱۷), ژنو |
| هواپیمایی امارات                           | دوبی |
| هواپیمایی اتیوپی                           | بوول، گاردرموئن اسلو |
| یورو وینگز                                 | دوسلدورف |
| فن‌ایر                                      | هلسینکی فصلی: فلسلند برگن |
| جرمن‌وینگز                                  | هامبورگ فصلی: کلن بن |
| جرمنیا                                     | رفیق حریری بیروت، اربیل، سلیمانیه |
| ایبریا ایرلاین                             | مادرید-باراخاس |
| ایسلندایر                                  | کفلاویک |
| ایران ایر                                  | امام خمینی |
| هواپیمایی عراق                             | بغداد |
| جت تایم                                    | چارتر: آنتالیا، میلاس-بودروم، خانیا، دالامان، فوئرته‌ونتورا، گرن کناریا، غردقه، عدنان مندرس، کورفو، پالما د مایورکا، اسپلیت، تنریف جنوبی |
| کاال‌ام                                     | اسخیپول آمستردام |
| لوت پولیش ایرلاینز اجرا توسط نوردیکا       | شوپن ورشو |
| لوفت‌هانزا                                  | فرانکفورت، مونیخ |
| لوکزایر                                    | لوگزامبورگ - فیندل |
| مد ایرویز                                  | رفیق حریری بیروت |
| نکست‌جت                                     | ارویدسیاور (PSO), یالیوره (PSO), هماوان (PSO), یونشوپینگ، کارلشته، کوکولا-پیتارساری، کرامفوش، لیکسل (PSO), ماریاهام (PSO), ویلیلمینا (PSO), اورنسکولدسویک، پوری (PSO) |
| نوردیکا اجرا توسط لوت پولیش ایرلاینز       | لنارت مری تالین |
| نروجین ایر شاتل                            | آلیکانته-الچه، اسخیپول آمستردام، بارسلونا-ال پرات، فلسلند برگن، برلین شونفلد، بوداپست فرنک لیست، کاتانیا-فونتاناروسا، کپنهاگ، دوبلین، ادینبرو، فارو، گوتنبرگ-لاندوتر، گرن کناریا، هلسینکی، جان پل دوم کراکوف-بالیس، کیرونا، لیسبون پورتلا، لولئو، گاتویک، مادرید-باراخاس، مالاگا، مالمو، منچستر، میلانو مالپنسا، مونیخ، نیس کوت دازور، گاردرموئن اسلو، اورلی، پراگ رازیون، ریگا، لئوناردو دا وینچی-فیومیچینو، سارایوو، کخلفتئا، بن گوریون، اومئو، ویلنیوس، زاگرب فصلی: آیاتچو – ناپلئون بنوپارت، آتن، باستیا – پورتا، بلگراد نیکولا تسلا، بوردو–مریگناک، بورگاس، خانیا، دوبی، دوبروونیک، ژنو، گرنوبل-ایزره، جزیره کوس، لانزاروته، لارناکا، مراکش-منارا، مونپلیه - مدیترانه، اولبیا - کاستا اسمرالدا، پالرمو، پالما د مایورکا، گالیله، پولا، رود، زالتسبورگ، ملی سادورینی، اسپلیت، تنریف جنوبی، ویزبه، ونیز مارکو پولو |
| نروجین ایر شاتل اجرا توسط نروجین لانگ هاول | سووارنابومی، فورت لادردیل–هالیوود، لس‌آنجلس، جان اف کندی، اوکلند فصلی: مک‌کاران |
| نوول‌ایر                                    | فصلی: تونس قرطاج |
| نووایر                                     | چارتر فصلی: بورگاس، خانیا، فوئرته‌ونتورا، دابولیم، گرن کناریا، هراکلین، ملی جزیره کارپتاس، سفلوونیا، ملی اکتیون, گریگوریو لوپرون، رود، ملی سادورینی، شرم‌الشیخ، زاکینثوس |
| نووایر اجرا توسط هواپیمایی اسکاندیناوی     | فصلی: لارناکا |
| هواپیمایی قطر                              | حمد |
| پگاسوس ایرلاینز                            | آنتالیا، صبیحه گوکچن |
| پریمرا ایر                                 | فوئرته‌ونتورا، کریستیانو رونالدو، گرن کناریا، تنریف جنوبی فصلی: آلیکانته-الچه، آلمریا، آنتالیا، بارسلونا-ال پرات، خانیا، دوبروونیک، فارو، لامتزیا ترمه، لا پالما، لیسبون پورتلا، مالاگا، پالما د مایورکا، ژان پائولو دوم، پولا، رود |
| هواپیمایی پادشاهی مراکش                    | محمد پنجم |
| هواپیمایی اسکاندیناوی                      | آنگلهولم-هلسینگبورگ، آلیکانته-الچه، اسخیپول آمستردام، آتن، بارسلونا-ال پرات، فلسلند برگن، برلین تگل، بیلاند، بروکسل، بوداپست فرنک لیست، اوهر شیکاگو، کپنهاگ، دوبلین، دوسلدورف، ادینبرو، فارو، فرانکفورت، ژنو، گوتنبرگ-لاندوتر، گرن کناریا، هامبورگ، هلسینکی، هنگ کنگ، کیرونا، جان پل دوم کراکوف-بالیس، هیترو لندن، لس‌آنجلس، لولئو، مالت، مالاگا، مالمو، منچستر، لینیت، میلانو مالپنسا، مونیخ، لیبرتی نیوآرک، نیس کوت دازور، گاردرموئن اسلو، آره اوستشوند، پالما د مایورکا، شارل دوگل پاریس، پراگ رازیون، ریگا، لئوناردو دا وینچی-فیومیچینو، رونیبه، زالتسبورگ، پالکوو، کخلفتئا، سوندسوال-ارنساند، سولا استاوانگر، اشتوتگارت، لنارت مری تالین، تامپره-پریکالا، سالونیک، ترومسا، ورنس تروندهایم، تورکو، اومئو، واسا، ویلنیوس، ویزبه، زوریخ فصلی: باستیا – پورتا، بیاریتس – انگلت – بییون، بودو، بلوونی گوگلیلمو مارکونی، کگلیاری-الماس، شامبری ساووی (آغاز از ۳ فوریه ۲۰۱۸)، خانیا، دوبروونیک، عوودا (آغاز از ۲۸ اکتبر ۲۰۱۷)، کریستیانو رونالدو (آغاز از ۲۸ اکتبر ۲۰۱۷), گدایسک لخ والسا، میامی (آغاز از ۲۹ اکتبر ۲۰۱۷)، ایبیزا، اینسبروک، کاناس (پایان در ۱۷ اوت ۲۰۱۷), لیسبون پورتلا، ملی جزیره میکناس، اولبیا - کاستا اسمرالدا، پالرمو، گالیله، پریشتینا, پولا، سارایوو، شنن, اسپلیت، تورین کاسله، ونیز مارکو پولو |
| سنگاپور ایرلاینز                           | دوموده‌دوو، چانگی سنگاپور |
| Small Planet Airlines                      | ملی یوآنینا (آغاز از ۴ ژوئن ۲۰۱۸) |
| سپاروو اوییشن اجرا توسط Amapola Flyg       | کریتمسته |
| سان اکسپرس                                 | فصلی: آنتالیا، عدنان مندرس |
| سوئیس اینترنشنال ایرلاینز                  | زوریخ |
| تاپ پرتغال                                 | لیسبون پورتلا |
| تاروم                                      | هنری کواندا |
| تای ایرویز اینترنشنال                      | سووارنابومی فصلی: پوکت |
| Thomas Cook Airlines Scandinavia           | چارتر فصلی: اگادیر المسیره، آنتالیا، کویین بیاتریکس، بانجول، بورگاس، کانکون، کینتانا رو، کریستیانو رونالدو، قاضی پاشا، گرن کناریا، غردقه، لارناکا، مرسی عالم، پالما د مایورکا, پونتا کانا، رود، امیلکر کبرل، تنریف جنوبی، وارنا |
| ترانساویا.کام                              | آیندهوون |
| تی‌یوآی‌فلای نوردیک                          | چارتر فصلی: فرتیلیا، آنتالیا، رابیل، بورگاس، کانکون، کینتانا رو، کاتانیا-فونتاناروسا، خانیا، باندرانیکی، کورفو، دالامان، فوئرته‌ونتورا، کریستیانو رونالدو، گرن کناریا، ایبیزا، جزیره کوس، کرابی، لانزاروته، لارناکا، سر سیوساگور رامگولام، منورکا، پالما د مایورکا, پوکت، فو کوئوک، گریگوریو لوپرون، پولا، رود، امیلکر کبرل، سمس، ملی سادورینی، اسپلیت، تنریف جنوبی، تیوات، زاکینثوس |
| ترکیش ایرلاینز                             | آتاترک فصلی: اسن‌بوغا، صبیحه گوکچن |
| هواپیمایی بین‌المللی اوکراین                | بوریسپیل |
| یونایتد ایرلاینز                           | فصلی: لیبرتی نیوآرک |
| ویولینگ                                    | بارسلونا-ال پرات فصلی: لئوناردو دا وینچی-فیومیچینو |
| وینگز آو لبنان                             | رفیق حریری بیروت |
| واو ایر                                    | کفلاویک |

### باری
| شرکت‌های هواپیمایی                  | مقصدهای پروازی                   |
| ---------------------------------- | -------------------------------- |
| Amapola Flyg                       | هلسینکی، ماستریخت آخن            |
| دی‌اچ‌ال اوییشن                      | کپنهاگ، لایپزیگ/هال              |
| فدکس اکسپرس                        | کلن بن، هلسینکی، شارل دوگل پاریس |
| Amapola Flyg                       | هلسینکی، ماستریخت آخن، مالمو     |
| کورین ایر                          | اینچئون                          |
| Swiftair                           | مادرید-باراخاس                   |
| ترکیش ایرلاینز اجرا توسط ULS Cargo | هلسینکی، آتاترک                  |
| یوپی‌اس ایرلاینز                    | کلن بن، هلسینکی                  |
| West Air Sweden                    | مالمو                            |